# Drillia katiae
Drillia katiae é uma espécie de gastrópode do gênero Drillia, pertencente a família Drilliidae.